# Roy Korving
Roy Korving (* 5. Juni 1995 in Zoetermeer) ist ein ehemaliger niederländischer Boxer im Schwergewicht. Er ist rund 1,91 m groß und boxte in der Rechtsauslage.

## Erfolge
Roy Korving begann 2009 mit dem Boxsport, trainierte beim Boxverband Vermeulen Benthuizen und wurde mehrfach niederländischer Meister, zuletzt 2019. Darüber hinaus gewann er internationale Turniere in den Niederlanden, Tschechien, Dänemark, Bosnien, Finnland, Litauen, Deutschland und Polen, darunter den Chemiepokal 2016 und das Feliks Stamm Tournament 2017. Dabei besiegte er unter anderem Paul Omba-Biongolo, Aleksandar Mraović, Igor Jakubowski und Sadam Magomedow.
2015 erreichte er jeweils das Viertelfinale bei den Europameisterschaften in Samokow und den Weltmeisterschaften in Doha, wo er gegen Terwel Pulew bzw. Jewgeni Tischtschenko ausschied. Im WM-Achtelfinale hatte er Nikolajs Grišuņins geschlagen.
2016 nahm er an den Olympiaqualifikationsturnieren in Samsun und Baku teil. Nach Siegen gegen David Nyika und Efetobor Apochi, sowie Niederlagen gegen Lawrence Okolie und Julio Castillo, konnte er kein Olympiaticket lösen.
Nachdem er auch das Viertelfinale bei den U22-Europameisterschaften 2017 in Brăila erreicht hatte, wurde er auch bei den Europameisterschaften 2017 in Charkiw aufgeboten. Dort gewann er mit Siegen gegen Nikoloz Begadze und Wladislaw Smyaglikow, sowie einer Halbfinalniederlage gegen Cheavan Clarke, eine Bronzemedaille. Er war damit für die Weltmeisterschaften 2017 in Hamburg qualifiziert, wo er im Viertelfinale gegen Sanjar Tursunov ausschied. Im Achtelfinale hatte er erneut Wladislaw Smyaglikow besiegt.
Beim Chemiepokal 2018 gewann er ebenfalls eine Bronzemedaille, nachdem er im Halbfinale gegen den amtierenden Weltmeister Erislandy Savón ausgeschieden war. Im April 2019 gab er das Ende seiner Karriere bekannt.